# Edoardo Mangiarotti
Edoardo Mangiarotti (* 7. April 1919 in Mailand; † 25. Mai 2012 ebenda) war ein italienischer Fechter, der sowohl mit dem Degen als auch mit dem Florett erfolgreich war.

## Leben

### Jugend
Giuseppe Mangiarotti (1883–1970) war ein erfolgreicher Degenfechter, der 17 italienische Meistertitel erringen konnte. Er eröffnete 1908 einen Fechtsaal in Mailand, in dem er italienische Degenfechter an die Weltspitze heranführte. Zu seinen Schülern gehörten auch seine Söhne Dario Mangiarotti und der etwas über drei Jahre jüngere Edoardo. Edoardo erwies sich als der talentiertere der beiden. Mit elf Jahren wurde er Jugendmeister mit dem Florett. Mit 16 Jahren nahm er erstmals an Weltmeisterschaften für Erwachsene teil. Sein Vater hatte den Rechtshänder Edoardo in einen Linkshänder umtrainiert, wodurch er für seine Gegner schwerer zu fechten war, da die Mehrzahl aller Fechter Rechtshänder sind.

### Frühe Karriere
1936 gewann Edoardo Mangiarotti als Mitglied der italienischen Degenmannschaft seine erste olympische Goldmedaille. 1937 wurde er mit der Mannschaft Weltmeister und 1938 gewann er bei den Weltmeisterschaften Silber im Degeneinzel, Bronze mit der Degenmannschaft und Gold mit der Florettmannschaft.
Während des Zweiten Weltkriegs hatte er einen Trainingsunfall, bei dem ihm eine Sehne an der linken Hand durchgeschnitten worden war. Und so musste der angelernte Linkshänder wieder auf Rechtshänder umlernen.

### 1947–1952
1947 gewann Mangiarotti bei den Weltmeisterschaften in Lissabon Bronze sowohl im Floretteinzel und mit der Degenmannschaft.
1948 gewann Edoardo bei den Olympischen Spielen Bronze im Degeneinzel und zweimal Silber mit den Mannschaften. Bei den Weltmeisterschaften 1949 gewann Dario das Degeneinzel, Edoardo gewann Bronze und zweimal Mannschaftsgold. 1950 gewann er ebenfalls mit beiden Mannschaften. 1951 gewann dann auch Edoardo erstmals den WM-Titel im Degeneinzel.
Der absolute Höhepunkt in der Karriere der beiden Brüder kam 1952 bei den Olympischen Spielen: Edoardo gewann Gold im Degeneinzel und mit der Mannschaft und Silber im Floretteinzel und mit der Mannschaft. Dario stand ebenfalls im siegreichen Degenteam und gewann Silber im Degeneinzel. Dass zwei italienische Brüder gemeinsam olympisches Gold holen, war dabei keine Neuheit, dies hatten Nedo Nadi und Aldo Nadi bereits 1920 geschafft.

### 1956–1961
Während Darios Karriere beendet war, stellte sich bei Edoardo rechtzeitig zu den Spielen 1956 wieder die passende Form ein. Im Degeneinzel kam es zu der kuriosen Situation, dass drei italienische Fechter, Carlo Pavesi, Giuseppe Delfino und Edoardo Mangiarotti nach dem Finale mit je fünf Siegen und zwei Niederlagen gleichauf lagen. Nach der ersten Runde im Stichkampf hatte jeder der Drei einen Sieg und eine Niederlage. Es ging auf Mitternacht, als Mangiarotti im zweiten Stechen zweimal verlor. Letztlich gewann Pavesi dann Gold vor Delfino und Mangiarotti. Im Nachhinein wissen wir, dass hier drei Fechter im Stichkampf aufeinander trafen, die auch nacheinander den Einzeltitel im Degenfechten gewinnen sollten. Wenig überraschend gewannen sie zusammen Gold mit der Degenmannschaft und Edoardo rundete seine Sammlung noch mit einer Goldmedaille mit der Florettmannschaft ab.
1960 war Edoardo mit 41 Jahren bei den Olympischen Spielen in Rom noch einmal dabei, aus dem jüngsten Fechter in der italienischen Mannschaft von 1936 war 24 Jahre später der Älteste des Teams geworden. Zum Abschluss seiner Karriere holte er noch einmal Gold mit der Degenmannschaft und Silber mit der Florettmannschaft.
Edoardo Mangiarotti zog sich 1961 vom aktiven Leistungssport zurück.

### Das Leben danach
Gemeinsam mit Dario führte Edoardo die väterliche Fechtschule weiter. Beide fungierten damit als Ausbilder mehrerer Generationen von Weltklassefechtern.
Mangiarottis Tochter Carola war ebenfalls als Fechterin aktiv und nahm an den Olympischen Spielen in Montreal und Moskau teil.

## Olympische Erfolge
- 1936: Gold Degenmannschaft
- 1948: Bronze Degeneinzel
- 1948: Silber Degenmannschaft (mit Dario)
- 1948: Silber Florettmannschaft
- 1952: Gold Degeneinzel (vor Dario)
- 1952: Gold Degenmannschaft (mit Dario)
- 1952: Silber Floretteinzel
- 1952: Silber Florettmannschaft
- 1956: Bronze Degeneinzel
- 1956: Gold Degenmannschaft
- 1956: Gold Florettmannschaft
- 1960: Gold Degenmannschaft
- 1960: Silber Florettmannschaft

## Historischer Vergleich
Insgesamt haben fünf Fechter und eine Fechterin sechs (oder mehr) olympische Goldmedaillen gewonnen:
- Aladár Gerevich Ungarn 1932–1960 Säbel
- Rudolf Kárpáti Ungarn 1948–1960 Säbel
- Pál Kovács Ungarn 1936–1960 Säbel
- Edoardo Mangiarotti Italien 1936–1960 Degen und Florett
- Nedo Nadi Italien 1912–1920 Degen, Florett und Säbel
- Valentina Vezzali Italien 1996–2012 Florett

Die meisten Goldmedaillen bei Olympischen Spielen gewann Gerevich mit 7. Die meisten Goldmedaillen bei den gleichen Spielen gewann Nadi mit 5 (1920). Die meisten Medaillen insgesamt gewann Mangiarotti mit 13.
Addiert man die Medaillen von Olympischen Spielen und Weltmeisterschaften liegt Mangiarotti mit 39 klar vorn.
Das IOC bezeichnet Mangiarotti in einem Schreiben von 2003 als den meistdekorierten Athleten in allen Sportarten und als den größten Fechter der Sportgeschichte.